# Zinkfabriek (Rotem)

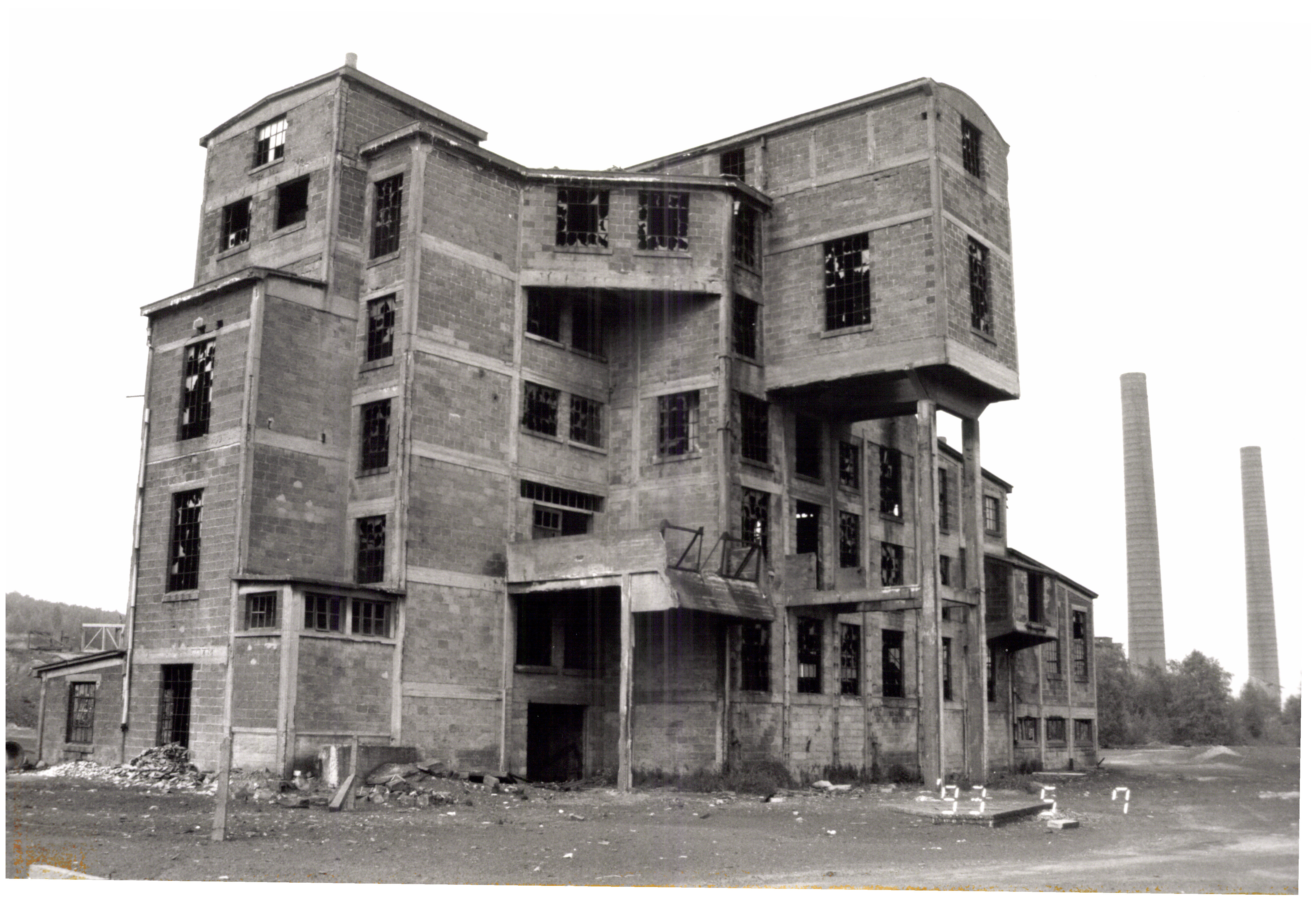
Vm. Zinkfabriek "S.A. de Rothem"

De Société Anonyme de Rothem was een maatschappij die in Rotem een zinkfabriek liet bouwen en produceren. De fabriek was in productie van 1913-1966.

## Geschiedenis
Reeds in 1907 diende de Luikse ingenieur Paul Raoult een verzoek in tot het bouwen van een zink fabriek en een fabriek voor het vervaardigen van zwavelzuur voor het roosten van het natuurlijk zwavelzink nodig voor de fabrikatie van zink aldaar. Hij verkreeg de machtiging, waarop de industriëlen Henry Regnier-Oury en Théophile Dumoulin in 1910 nog met een gewijzigd voorstel kwamen, waarna in 1911 opnieuw een wijziging werd ingediend, waarbij de voorgestelde productiecapaciteit van 10 naar 25 kton/jaar werd verhoogd. Hierop werd de Société Anonyme de Rothem opgericht. Men bouwde de fabriek op een terrein van 130 ha.
Er waren gunstige transportmogelijkheden via de Zuid-Willemsvaart en de spoorlijn Maaseik-Hasselt. Op het terrein alleen al werd 9 km spoorweg aangelegd. De bouw begon in 1912, en in 1913 brak er bij de bouwers nog een werkstaking uit. Ze eisten meer loon. Op 2 november 1913 was de fabriek niettemin productieklaar. Er werkten in het aanvangsjaar 300 mensen, een aantal dat geleidelijk opliep tot maximaal 550 werknemers, wat neerkwam op de kleinste zinksmelter van België.
Nu brak echter de Eerste Wereldoorlog uit, wat leidde tot gebrek aan grondstoffen, waardoor de fabriek niet kon produceren. Pas in 1927 waren alle acht zinkovens in werking. Pas in 1937 werd een zwavelzuurinstallatie in gebruik genomen en konden de ertsen in de eigen fabriek worden geroost. Voordien gebeurde dat in een andere fabriek, en werden de gerooste ertsen van daar uit naar Rotem vervoerd. Evenals in Budel kreeg ook de zwavelzuurfabriek de bijnaam de stille dood, maar ook benamingen als den acide en Abessinië waren in zwang.
In 1941 werd de vergunning voor de fabriek, die aanvankelijk een looptijd van 30 jaar had, met nog eens 30 jaar verlengd.
In september 1944 zaten er een tijdlang 27 Duitse soldaten gevangen die overvallen waren door het Belgische Geheim Leger.
In 1953 werd de fabriek getroffen door een zeer langdurige loonstaking. Deze duurde van 8 juni tot 19 oktober van dat jaar. De eisen werden uiteindelijk ingewilligd en de staking was voorbij. Er werkten op dat ogenblik 400 mensen.

## Ondergang
De fabriek draaide daarop weer voorspoedig, met een winstgevend topjaar 1959. Daarna zakte de winst in en reeds in 1963 werd verlies geleden. In 1966 kwam dan toch het einde van de fabriek. Hoewel in hetzelfde jaar nog personeelsadvertenties verschenen, kwam op 6 november 1966 onverwacht het einde. De fabriek werd stilgelegd en de arbeiders werden ontslagen. Slechts enkelen konden nog een jaar blijven werken, maar dan wél aan de ontmanteling van de installatie.
Het terrein, met de zwaar vervuilde bodem, werd vanaf 1998 gesaneerd, de nog bestaande gebouwen werden gaandeweg gesloopt, en er kwamen nieuwe bedrijven.
Enkele beeldbepalende schoorstenen bleven nog jarenlang bestaan, totdat ook deze, in 2006, werden ontmanteld. Tegenwoordig staat er nog enkel een klein stukje van het magazijn recht. Dit vervallen gebouw wordt nog gebruikt door een bedrijf dat containers produceert.

## Externe bron
- Zinkfabriek Rotem